# Australopithecus sediba

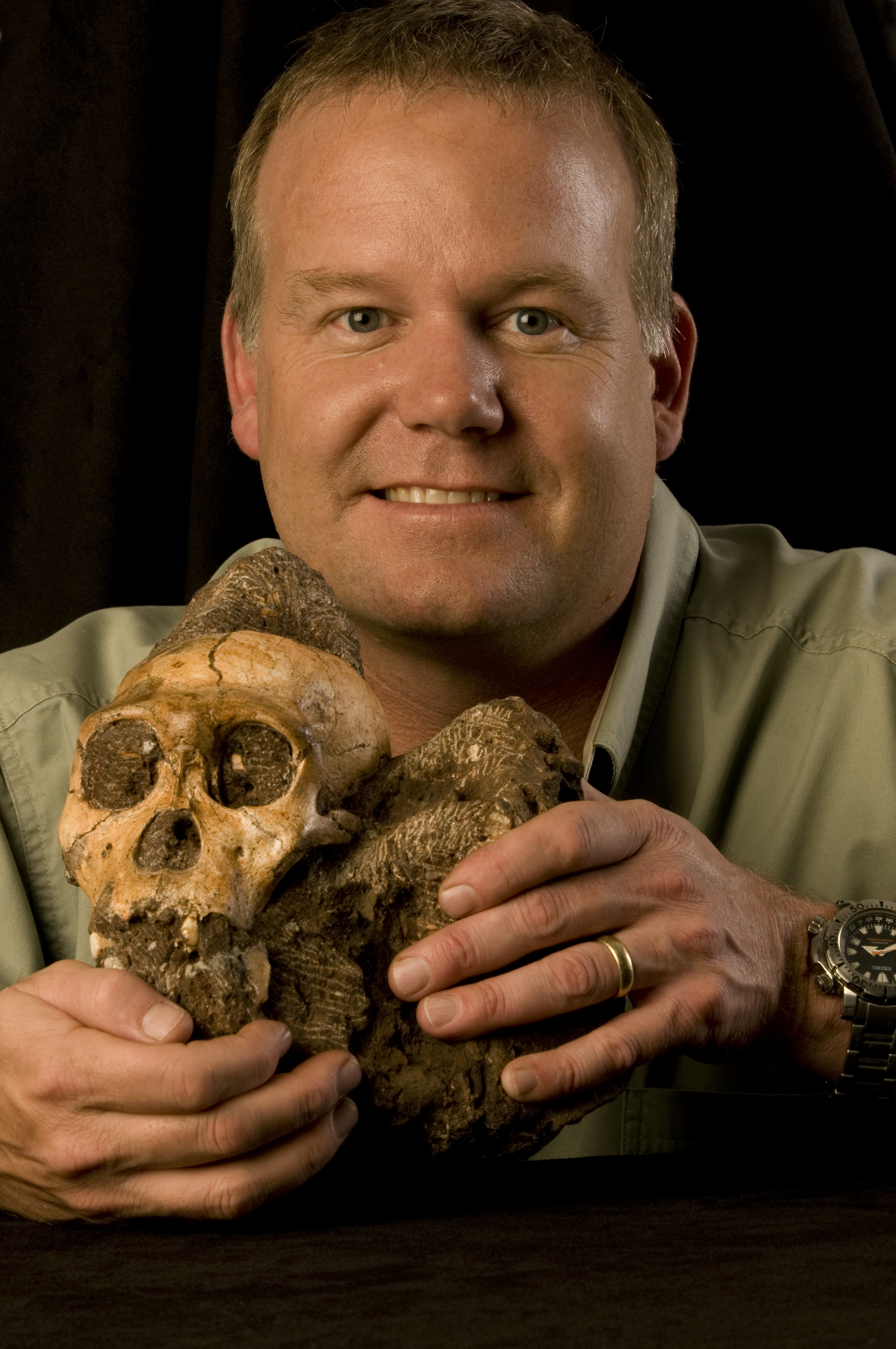
Lee Berger con il cranio di Karabo (MH1)

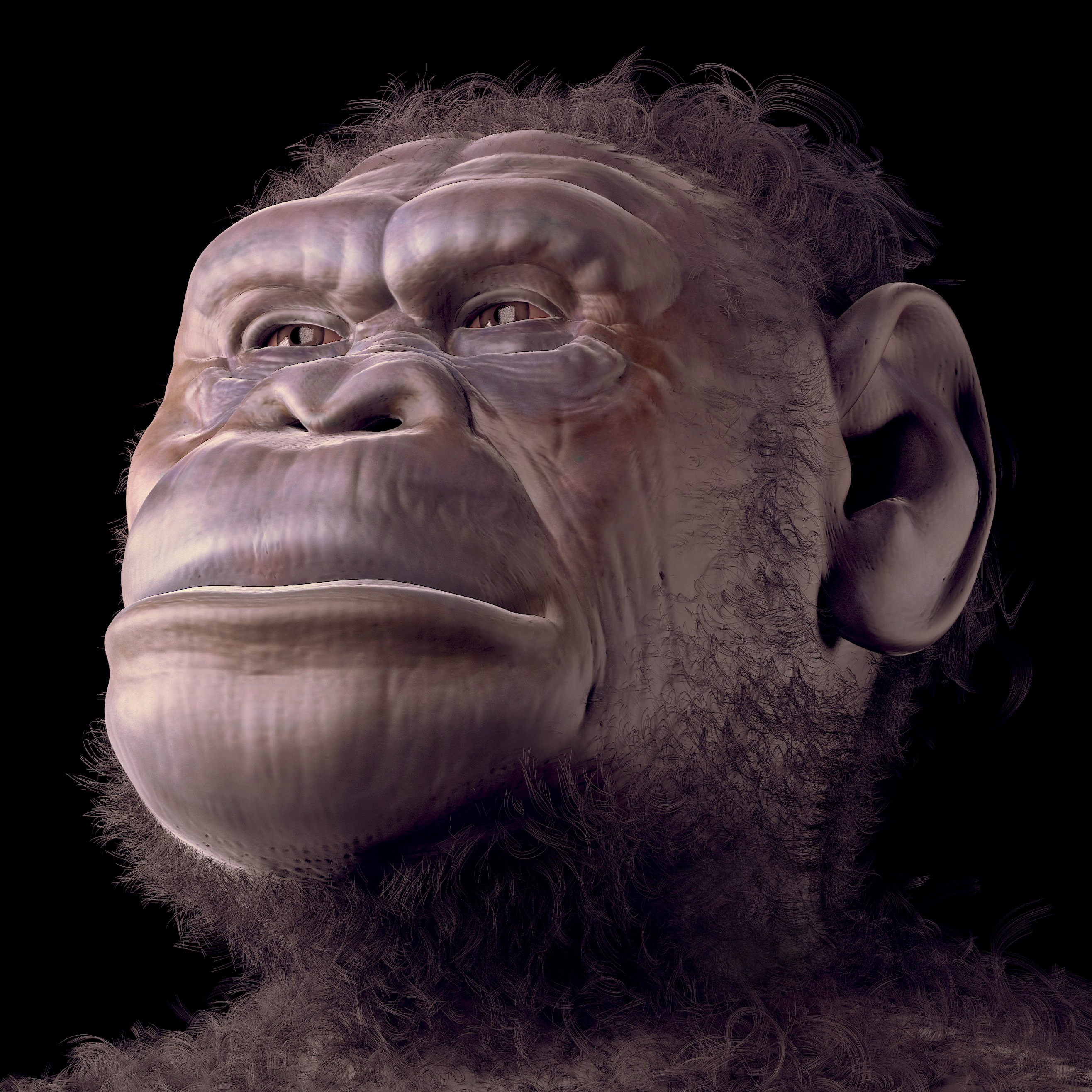
Ricostruzione facciale

L'Australopithecus sediba è una specie estinta di ominide del genere Australopithecus vissuta in Africa tra 1.9 e 1.8 milioni di anni fa.

## Descrizione
La specie è stata codificata a seguito del ritrovamento di due scheletri parziali appartenenti a un giovane maschio di 12-13 anni, repertato come MH1, e a una femmina adulta, MH2, risalenti a 1,78-1,95 milioni di anni fa, scoperti in depositi sedimentatisi ad opera di acque correnti entro una grotta nel sito di Malapa in Sudafrica, a una quindicina di chilometri dal più noto sito fossilifero paleoantropologico di Sterkfontein.
Il primo scheletro, l'olotipo della specie, ha il cranio discretamente conservato, con una capacità di 420 - 450 centimetri cubi. La statura di entrambi è stata stimata a circa 1,30 metri, con una probabile ulteriore crescita per il giovane, mentre il peso è stato stimato a circa 27 kg per il maschio e 33 kg per la femmina.
Lo studio comparato dei due primi esemplari, ha indicato che il grado di dimorfismo degli individui della specie è equivalente a quello presente nell'uomo moderno.
Australopithecus sediba, presentato il 9 aprile 2010, è stato candidato dai primi paleoantropologi che lo hanno studiato (Lee R. Berger e collaboratori) come specie di transizione tra l'Australopithecus africanus e l'Homo habilis, ipotesi ancora oggetto di dibattito e studio, tra chi ne sostiene la validità e chi invece ipotizza che la specie sia l'estremità terminale di una linea evolutiva che condivideva un antenato comune con i primi rappresentanti di Homo.

## Caratteristiche
A. sediba rappresenta un ottimo candidato come specie di transizione, essendo un mix di caratteri primitivi e moderni. Caratteri primitivi sono le dimensioni cerebrali ridotte, arti superiori lunghi, zigomi alti e larghi, cuspidi dei molari primitive,  e calcagno molto primitivo, inadatto a resistere alle sollecitazioni della corsa prolungata,una struttura delle vertebre lombari compatibile con l'ipotesi che fosse sia bipede che arboricolo.
Le somiglianze con Homo comprendono un volto più piatto e meno sporgente rispetto a quello delle scimmie, la forma del cranio più ampia e arrotondata dietro le orbite, un naso sporgente,[senza fonte] denti e muscoli della masticazione più piccoli, fianchi stretti simili a quelli umani,[senza fonte] gambe più lunghe,[senza fonte], caviglie moderne,  e una mano con dita più corte e un pollice allungato che facilitano una presa di precisione,
Per quanto riguarda il cervello le dimensioni rientrano in quelle solite delle australopitecine; ciò che colpisce è una forte asimmetria dei due lobi frontali come rilevato da un calco endocranico virtuale del giovane. La forma del cranio è meno crestata rispetto agli australopitechi precedenti, ma la volta cranica in cui era contenuto il cervello, ha una forma molto simile a quella di A. africanus.
Il bacino di A. sediba è corto e largo come quello umano; Lucy, vissuta più di 1 milione di anni prima, ha un bacino più piatto e svasato. Questa caratteristica pone problemi alla teoria per la quale il bacino umano si sia evoluto parallelamente alla graduale crescita del volume cerebrale, per facilitare la nascita di bambini con teste più grandi, in quanto l'A. sediba aveva un bacino dalla forma moderna pur possedendo un cervello relativamente molto piccolo.
Sin dalla scoperta di MH2, che presentava una mano destra quasi completa, si è constatato come questa somigliasse molto più a una mano umana moderna che a una mano di scimmia; le sue dita infatti sono più corte rispetto a quelle di uno scimpanzé.  Studi del 2024 hanno trovato che l'attacamento dei muscoli ossei della mano è simile a quello umano, facendo ipotizzare che gli individui della specie fossero in grado di afferrare con forza gli oggetti, e che quindi potessere essere in grado di produrre strumenti litici.
A. sediba ha anche rivelato nuove informazioni su come si è evoluta la camminata eretta. I ricercatori affermano che le gambe e i piedi indicano che l'ominide appoggiava il peso principalmente sul bordo esterno del piede e camminava con il piede rivolto verso l'interno; la robustezza del femore e dell'omero indica che  si muoveva in modo simile agli esseri umani, camminando spesso in posizione eretta.

### Annotazioni
1. ↑  MH ovvero Malapa Hominina.[2]
2. ↑  La mano e il polso di MH2 sono tra i fossili ominidi più completi mai ritrovati.[1]

### Riferimenti
1. 1 2 3 4 5 6 7 8  (EN) Australopithecus sediba | Characteristics & Facts | Britannica, su www.britannica.com. URL consultato il 5 aprile 2025.
2. 1 2 3 4 5 6  (EN) Australopithecus sediba | EBSCO Research Starters, su www.ebsco.com. URL consultato il 5 aprile 2025.
3. ↑   P. H. G. M. Dirks, J. M. Kibii, B. F. Kuhn, C. Steininger, S. E. Churchill, J. D. Kramers, R. Pickering, D. L. Farber, A.-S. Mériaux, A. I. R. Herries, G. C. P. King e L. R. Berger, Geological Setting and Age of Australopithecus sediba from Southern Africa, in Science, vol. 328, n. 5975, 2010,  pp. 205–208, DOI:10.1126/science.1184950.
4. 1 2   Carrie S. Mongle, David S. Strait e Frederick E. Grine, An updated analysis of hominin phylogeny with an emphasis on re-evaluating the phylogenetic relationships of Australopithecus sediba, in Journal of Human Evolution, vol. 175, 1º febbraio 2023,  pp. 103311, DOI:10.1016/j.jhevol.2022.103311. URL consultato il 5 aprile 2025.
5. ↑   Alla ricerca dell'antenato più diretto di Homo, su lescienze.it, 9 maggio 2019. URL consultato il 10 maggio 2019.
6. ↑   L'anello mancante nell'evoluzione umana - Corriere della Sera, su www.corriere.it. URL consultato il 14 aprile 2025.
7. 1 2  (EN) African fossils put new spin on human origins story, su bbc.com. URL consultato il 16 aprile 2025.
8. ↑   Le abilità manuali degli Australopitechi: una scoperta sorprendente, su scienzenotizie.it. URL consultato il 14 aprile 2025.